# Lookin’ Good!
Lookin’ Good! – drugi i ostatni album studyjny amerykańskiego trębacza jazzowego Joego Gordona, wydany w 1961 roku z numerem katalogowym M 3597 nakładem Contemporary Records.

## Powstanie
Materiał na płytę został zarejestrowany 11, 12 i 18 lipca 1961 roku w Contemporary Records Studios w Los Angeles. Utwory wykonali: Joe Gordon (trąbka), Jimmy Woods (saksofon altowy), Dick Whittington (fortepian), Jimmy Bond (kontrabas) i Milt Turner (perkusja). Produkcją albumu zajął się Lester Koenig.

## Lista utworów
Opracowano na podstawie materiału źródłowego.
Wydanie LP
Strona A
| Nr | Tytuł utworu                                    | Muzyka     | Długość |
| -- | ----------------------------------------------- | ---------- | ------- |
| 1. | „Terra Firma Irma”                              | Joe Gordon | 7:47    |
| 2. | „A Song for Richard”                            | Gordon     | 5:06    |
| 3. | „Non-Viennese Waltz Blues”                      | Gordon     | 4:15    |
| 4. | „You're the Only Girl in the Next World for Me” | Gordon     | 4:06    |
|    |                                                 |            | 21:14   |

Strona B
| Nr | Tytuł utworu  | Muzyka | Długość |
| -- | ------------- | ------ | ------- |
| 1. | „Co-Op Blues” | Gordon | 6:01    |
| 2. | „Mariana”     | Gordon | 4:14    |
| 3. | „Heleen”      | Gordon | 4:06    |
| 4. | „Diminishing” | Gordon | 5:08    |
|    |               |        | 19:29   |

## Twórcy
Opracowano na podstawie materiału źródłowego.
Muzycy:
- Joe Gordon – trąbka
- Jimmy Woods – saksofon altowy
- Dick Whittington – fortepian
- Jimmy Bond – kontrabas
- Milt Turner – perkusja

Produkcja:
- Lester Koenig – produkcja muzyczna
- Roy DuNann – inżynieria dźwięku
- Leonard Feather – liner notes